# Франц Кульман

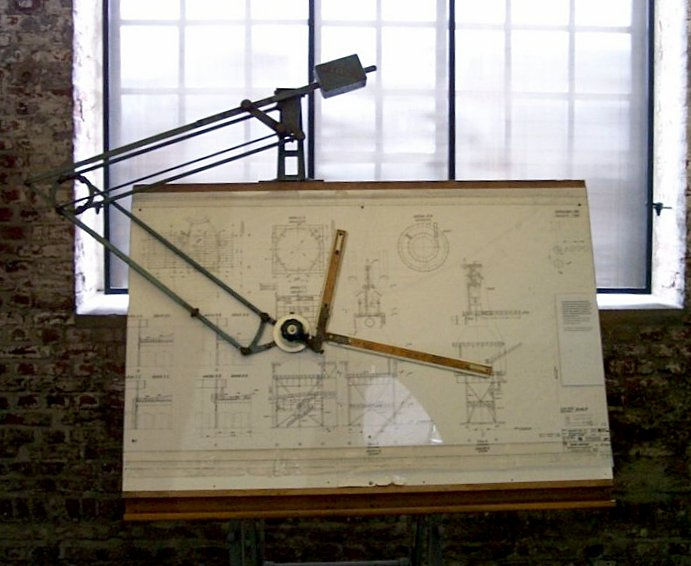
Креслярський стіл — кульман.

Фра́нц Ку́льман (нім. Franz Wilhelm Kuhlmann; 27 лютого 1877, Вільгельмсгафен, Німецька імперія — 1965, Вільгельмсхафен, ФРН) — німецький підприємець, винахідник рухомого столу для креслення — кульману, що отримав його ім'я.

## Кар'єра
Франц Кульман був старшим сином годинникаря Бернхарда Фрідріха Кульмана, що походив з району Мюнстерланд і перебрався в 1873 Вільгельмсгафен. Невдовзі Бернхард Кульман почав виробляти точні механічні прилади для моряків.
У 1899 році Франц Кульман узяв на себе керівництво магазином та майстернею. 1 липня 1903 року він організував власну компанію «Franz Kuhlmann KG» у Вільгельмсгафені. Компанія займалася виробництвом точної механіки та приладів. На момент створення в компанії працювали 5 помічників та 2 учні. Незабаром відкрилися два заводи у сусідніх з Вільгельмсхафеном містах: у Рюстрінгені та у Бад-Лаутерберзі у Гарці.
Найбільш відомою продукцією цього підприємства були креслярські інструменти та креслярські столи. Конструкція рухомого креслярського столу — кульману була запатентована в багатьох країнах світу. Ці столи фірма Кульмана експортувала до більш ніж 60 країн світу.

## Пам'ять та нагороди
Рухливі столи для креслення стали настільки відомими, що досі їх називають на ім'я винахідника та виробника кульманами.
У 1953 Ф. Кульманн був нагороджений Хрестом за заслуги Федеративної Республіки Німеччина.
27 лютого 1957 став почесним громадянином міста Вільгельмсгафен.

## Інтернет-ресурси
- Franz Wilhelm Kuhlmann (1877—1965)
- https://www.nwzonline.de/ausbildung-weiterbildung/erinnerung-an-eine-firma-mit-weltgeltung_a_7,2,880917913.html